# Валграна
Валгра̀на (на италиански: Valgrana; на пиемонтски: Valgran-a, Валгран-а, на окситански: Vergrana, Верграна) е село и община в Северна Италия, провинция Кунео, регион Пиемонт. Разположено е на 642 m надморска височина. Населението на общината е 805 души (към 2010 г.).